# Насиље (представа)
Насиље је позоришна представа коју је режирао Кокан Младеновић на основу драме Димитрија Коканова.
Премијерно приказивање било је 21. октобра 2016. године у позоришту ДАДОВ. Након премијера, представа је играна у Народном позоришту Нишу, Шабачком позоришту и Лазаревцу.
Комад се бави темом вршњачког насиља. Представа је посвећена Алекси Јовановићу, дечаку који је био жртва вршњачког насиља.
Пројекат је реализован уз подршку Министарства просвете, науке и технолошког развоја, Повереник за заштиту равноправности Републике Србије и Амбасада Уједињеног Краљевства.

## Концепт
Текст представе „Насиље“ је настао као резултат истраживања вршњачког насиља.
Комад се користи директним преузимањем, употребом и обрадом документарног медијског материјала. Примарно се као извор користе штампани медији, на основу којих је писан текст. Одабрани документарни садржаји су коришћени као полазиште за развој сегмената текста који припадају фикцији у оквиру приче о стварним случајевима насиља над децом. Засебне елементе текста „Насиље“ чине фрагменти настали у процесу рада са извођачима кроз импровизације и анкете.
У тексту се користе делови песмама „Пегла“ аутора Марка Шелића Марчела и песме „Мама“ ауторке Иване Рашић Сајси МЦ.

## Улоге
| Лица | Глумци                 |
| ---- | ---------------------- |
|      | Јована Радоичић        |
|      | Ања Никитовић          |
|      | Ања Милановић          |
|      | Влада Папрић           |
|      | Мина Шормаз            |
|      | Александра Стојменовић |
|      | Јелена Благојевић      |
|      | Вида Станић            |
|      | Ида Урошевић           |
|      | Матија Цонић           |
|      | Јана Мартинов          |
|      | Андреа Спасић          |
|      | Никола Станимировић    |
|      | Марко Деспотовић       |
|      | Илија Марковић         |
|      | Катарина Илић          |
|      | Милан Васиљевић        |
|      | Нина Којић             |
|      | Ања Ђурић              |
|      | Николина Кокунешовски  |
|      | Теодора Трновановић    |
|      | Тијана Кнежевић        |
|      | Сара Динић             |
|      | Огњен Драговић         |
|      | Петар Маринковић       |
|      | Милан Васиљевић        |
|      | Софија Драгој          |
|      | Алекса Јовановић       |
|      | Јана Мартинов          |
|      | Анастазија Говедарица  |
|      | Марија Кнежић          |
|      | Јелена Тадинац         |
|      | Елена Марјановић       |
|      | Марко Димитријевић     |
|      | Ана Чоловић            |
|      | Ирена Тепшић           |
|      | Дејана Дамјановић      |
|      | Александра Полић       |
|      | Маја Шумоња            |
|      | Ђорђе Мишина           |
|      | Анђела Милошевић       |
|      | Нина Срдић Хаџи-Нешић  |
|      | Јагош Милошевић        |
|      | Уна Петровић           |
|      | Нина Костић            |
|      | Јанко Ковачевић        |
|      | Исидора Динчић         |
|      | Нина Старчевић         |
|      | Тодор Димитријевић     |
|      | Јована Мисаиловић      |
|      | Никола Тодоровић       |
|      | Теодора Гавриловић     |

## Галерија
- Фотографија са извођења представе
- Фотографија са извођења представе
- Фотографија са извођења представе
- Фотографија са извођења представе
- Фотографија са извођења представе
- Фотографија са извођења представе
- Фотографија са извођења представе
- Фотографија са извођења представе
- Фотографија са извођења представе
- Фотографија са извођења представе
- Фотографија са извођења представе
- Фотографија са извођења представе
- Фотографија са извођења представе
- Фотографија са извођења представе
- Фотографија са извођења представе
- Фотографија са извођења представе
- Фотографија са извођења представе
- Фотографија са извођења представе
- Фотографија са извођења представе
- Фотографија са извођења представе
- Фотографија са извођења представе
- Фотографија са извођења представе
- Фотографија са извођења представе
- Фотографија са извођења представе
- Фотографија са гостовања у Свилајнцу
- Фотографија са гостовања у Панчеву